# K-распределение
K-распределение — в теории вероятности и статистике семейство трёхпараметрических непрерывных вероятностных распределений. 
Возникает при суперпозиции двух гамма-распределений. В каждом случае производится репараметризация гамма-распределения, и параметрами распределения являются:
- среднее значение распределения;
- обычные параметры формы.

## Плотность вероятности
Модель заключается в том, что случайная величина {\displaystyle X} имеет гамма-распределение со средним значением {\displaystyle \sigma } и параметром формы {\displaystyle L}, причём величина {\displaystyle \sigma } в свою очередь имеет гамма-распределение со средним значением {\displaystyle \mu } и параметром формы {\displaystyle \nu }. В результате величина {\displaystyle X} имеет следующую функцию плотности вероятности для {\displaystyle x>0}:
{\displaystyle f_{X}(x;\mu ,\nu ,L)={\frac {2\,\xi ^{(\beta +1)/2}x^{(\beta -1)/2}}{\Gamma (L)\Gamma (\nu )}}K_{\alpha }(2{\sqrt {\xi x}}),}
где {\displaystyle \alpha =\nu -L,} {\displaystyle \beta =L+\nu -1,} {\displaystyle \xi =L\nu /\mu ,} а {\displaystyle K} представляет собой модифицированную функцию Бесселя второго рода. Таким образом, K-распределение является составным распределением вероятности. Оно также является мультипликативным распределением, так как представляет собой распределение произведения двух независимых случайных величин, одно из которых имеет гамма-распределение со средним {\displaystyle \sigma } и параметром формы {\displaystyle L}, вторая — гамма-распределение со средним {\displaystyle \mu } и параметром формы {\displaystyle \nu }.
Распределение предложено в 1978 году статье Эрика Джекмана и Питера Пьюси, которые использовали его при моделировании отражения СВЧ-излучения от морской поверхности. Джекман и Тоу в 1987 году получили это распределение из смещённой модели случайного блуждания. Уорд (1981) получил K-распределение как распределение произведения  двух случайных величин, z = ay, где а имеет хи-распределение, а y — комплексное гауссово распределение, в результате чего модуль величины z имеет K-распределение.

## Моменты
Производящая функция моментов определяется как
{\displaystyle M_{X}(s)=\left({\frac {\xi }{s}}\right)^{\beta /2}\exp \left({\frac {\xi }{2s}}\right)W_{-\beta /2,\alpha /2}\left({\frac {\xi }{s}}\right),}
где {\displaystyle W_{-\beta /2,\alpha /2}(\cdot )} — функция Уиттекера.
N-й момент K-распределения определяется как
{\displaystyle \mu _{n}=\xi ^{-n}{\frac {\Gamma (L+n)\Gamma (\nu +n)}{\Gamma (L)\Gamma (\nu )}}.}
Поэтому математическое ожидание и дисперсия равны
{\displaystyle \operatorname {E} (X)=\mu ;}
{\displaystyle \operatorname {var} (X)=\mu ^{2}{\frac {\nu +L+1}{L\nu }}.}

## Другие свойства
Все свойства распределения симметричны относительно {\displaystyle L} и {\displaystyle \nu .}

## Приложения
K-распределение возникает в статистических или вероятностных моделях, используемых при моделировании радиолокаторов с синтезированной апертурой (РСА). Оно является суперпозицией два независимых вероятностных распределений, одно из которых представляет собой эффективную площадь рассеяния, а другая — спекл (дифракционное пятно, полученная в когерентном свете). Также используется в беспроводной связи в модели быстрых замираний и экранирования сигнала.

## Дальнейшее чтение
- Jakeman, E. (1980) "On the statistics of K-distributed noise", Journal of Physics A: Mathematics and General, 13, 31—48.
- Ward, K. D.; Tough, Robert J. A; Watts, Simon (2006) Sea Clutter: Scattering, the K Distribution and Radar Performance, Institution of Engineering and Technology. ISBN 0-86341-503-20-86341-503-2.